# Rhyothemis pygmaea
Rhyothemis pygmaea is een libellensoort uit de familie van de korenbouten (Libellulidae), onderorde echte libellen (Anisoptera).
De wetenschappelijke naam Rhyothemis pygmaea is voor het eerst geldig gepubliceerd in 1867 door Brauer.